# 雪雁
雪雁（学名：Anser caerulescens）为鸭科雁属的鸟类，俗名白雁。分布于北美洲、东至梅尔维尔和哈得孙湾东岸、北极各岛、西伯利亚、日本以及中国大陆的河北、长江口等地，一般栖息于沿海。该物种的模式产地在加拿大的哈德孙湾。

## 繁殖

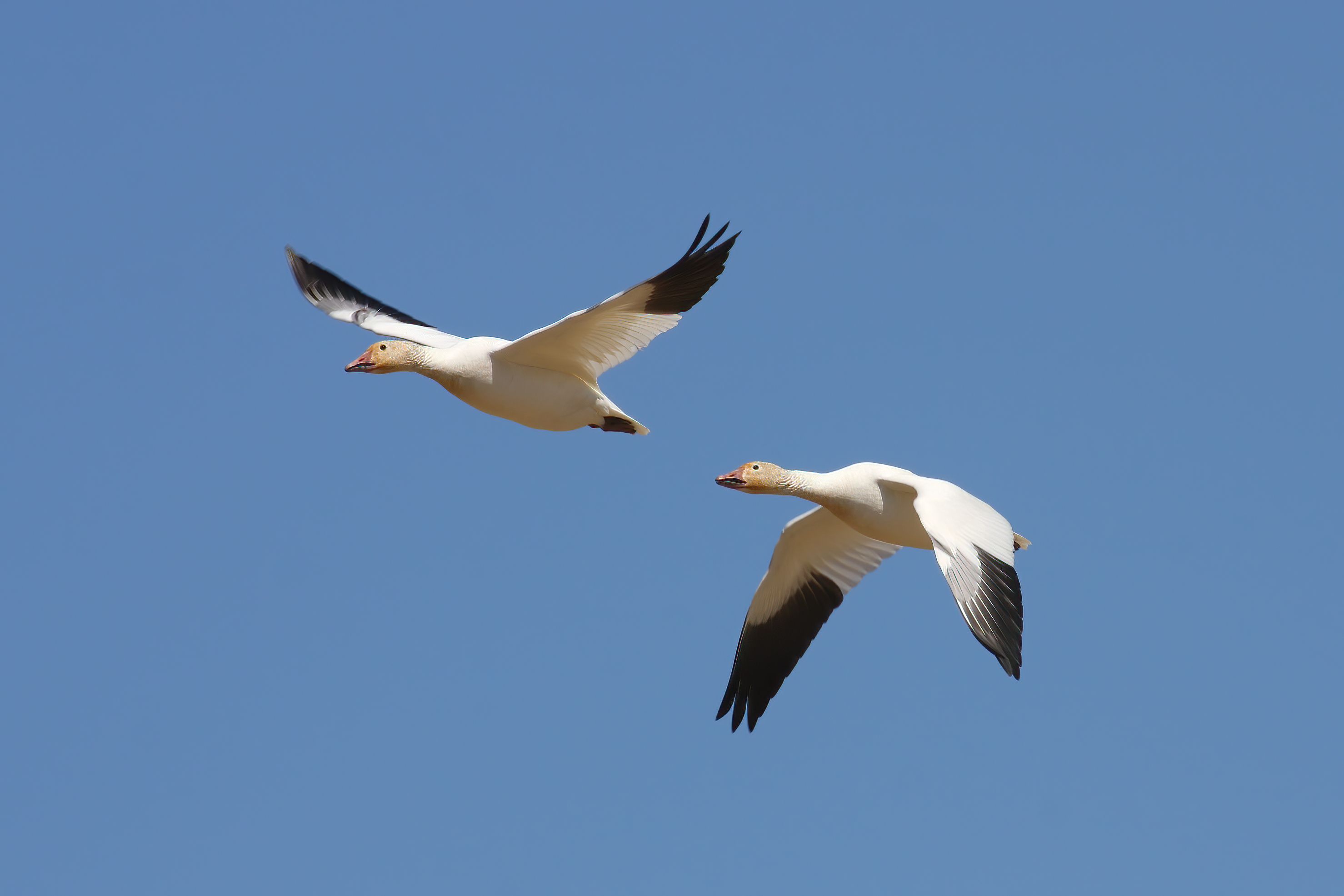
飛翔的雪雁

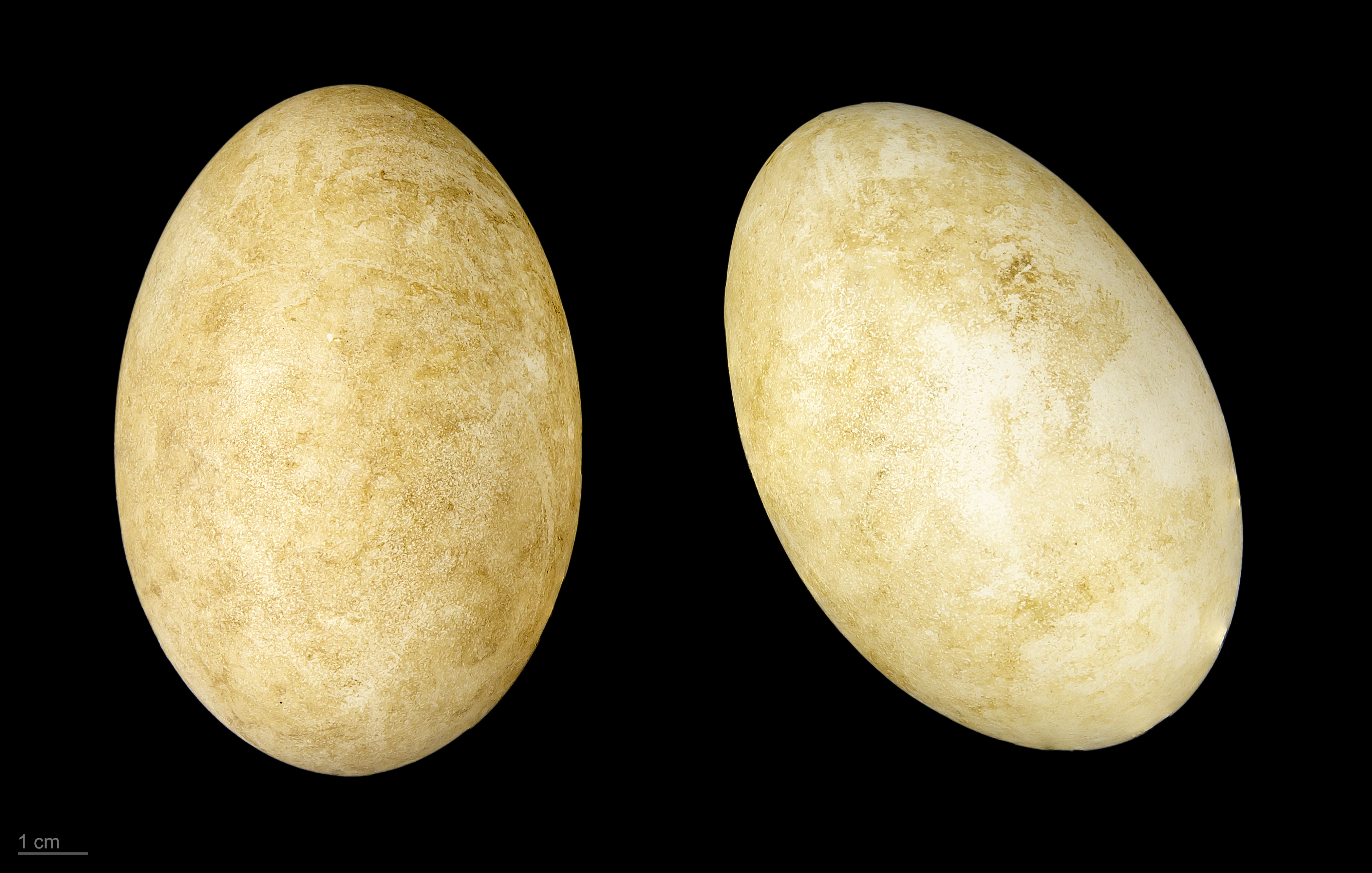
卵

雪雁在兩歲大的時候通常就會找到固定的伴侶，但一般在三歲大才開始繁殖。它們在五月末六月初產卵，之後每年都會返回固定的產卵地。幼年在出生42至50天內即可飛行，但兩歲或三歲大的時候才會離開父母。雪雁與細嘴雁有時會雜交，偶爾甚至會和白額雁、加拿大雁以及小加拿大雁雜交。